# 낙양춘
낙양춘(洛陽春)은 고려말엽부터 연주되는 궁중음악이다. 《보허자》와 함께 지금까지 전해지는 2곡의 당악 곡 중 하나이다. '낙양의 봄'이라는 뜻으로, '기수영창지곡(基壽永昌之曲)'이라고도 한다.

## 가사[3]
송나라 구양수가 지었으며, 한 구가 5자·6자·7자로 된 불규칙한 시이다.
사창미효황앵어(紗窓未曉黃鶯語)

혜로소잔주(蕙爐燒殘炷)

금유나막도춘한(錦惟羅幕度春寒)

작야리삼경우(昨夜裏三更雨)

수렴한의취경서(繡簾閑倚吹輕絮)

염미산무서(斂眉山無緖)

파화식루향귀홍(把花拭淚向歸鴻)

문래처봉랑불(門來處逢郞不)

사창 아직 밝지 않았는데 꾀꼬리 지저귄다.

혜초 향로에 남은 심지 다 타버렸네.

비단 휘장 깁 장막 춘한을 막았는데 간밤 삼경에 비가 내렸나.

수렴에 기대어 나르는 버들개질 본다.

이마를 찡기고 시름 겨워서

꽃 꺾어 눈물짓고 돌아오는 기러기에 묻는다.

너 혹시 낭군을 보았는가고.

## 연주
선율은 가사를 따라 반복하고, 장단은 가사의 길이와 시김새에 의해 변화된다. 원래 성악곡이었던 것을 조선시대에는 기악곡으로 연주했다가 1960년대부터 다시 가사를 붙여 연주하고 있다.